# Fire and Skill: The Songs of the Jam
Fire and Skill: The Songs of the Jam è una raccolta di successi dei The Jam, interpretate ciascuna da un diverso artista o gruppo.

## Tracce
1. Carnation - Liam Gallagher & Steve Cradock
2. Start! - Beastie Boys featuring Miho Hatori
3. That's Entertainment - Reef
4. The Gift - Heavy Stereo
5. Art School - Silver Sun
6. English Rose - Everything But The Girl
7. Going Underground - Buffalo Tom
8. The Butterfly Collector - Garbage
9. The Modern World - Ben Harper
10. A Town Called Malice - Gene
11. To Be Someone - Noel Gallagher
12. No One In The World (Traccia fantasma - inedita) - Paul Weller